# Międzynarodowa skala zdarzeń jądrowych i radiologicznych
Międzynarodowa skala zdarzeń jądrowych i radiologicznych (ang. International Nuclear and Radiological Event Scale, INES), nazywana także skalą INES – stworzona wspólnie przez Międzynarodową Agencję Energii Atomowej oraz Agencję Energii Jądrowej OECD skala do oceny skutków zdarzeń radiacyjnych oraz sprawnego i jednoznacznego informowania opinii publicznej o takich zdarzeniach. Jest ona stosowana w ponad 60 krajach.
Skala obejmuje 7 punktów (0: odstępstwo, 1–3: incydenty, 4–7: awarie).

## Poziom 0
Czyli "poza skalą".
- Zdarzenie nie powoduje skutków, które mogłyby go zakwalifikować do innych poziomów.

## Poziom 1
Czyli "Anomalia".
- Zdarzenie powodujące zakłócenie normalnej pracy przy obiekcie lub przedmiocie promieniotwórczym. Przykładem może być np. wypadek przy transporcie odpadów radioaktywnych bez uszkodzenia pojemników czy drobne uszkodzenie rurociągów z takimi substancjami. Nie ma zagrożenia dla pracowników ze względu na promieniowanie.

## Poziom 2
Czyli "Incydent".
- Zdarzenie zakłócające normalną pracę, mogące spowodować nadmierne napromieniowanie personelu. Nadmierne napromieniowanie oznacza przyjęcie dawki promieniowania przekraczającej roczną dawkę graniczną (20 mSv dla osób zawodowo narażonych na promieniowanie jonizujące lub 10 mSv dla pozostałych osób). Skażenie może przedostać się przez niektóre bariery bezpieczeństwa, lecz zostaje zatrzymane przez pozostałe stopnie zabezpieczeń. Może się pojawić w miejscach niepożądanych, co prowadzi do podjęcia działań naprawczych.
  - Przykłady: Elektrownia Atomowa Forsmark, lipiec 2006

## Poziom 3
Czyli "Poważny incydent".
- Napromieniowanie osoby dawką przekraczającą dziesięciokrotność dawki granicznej dla osób narażonych zawodowo na promieniowanie jonizujące.
- Zdarzenie na terenie obiektu, które może powodować rozległe skutki zdrowotne u pracowników lub rozległe skażenie na terenie obiektu. Skażenie może zostać łatwo zlikwidowane.
- Incydent, w wyniku którego jakakolwiek dalsza niesprawność systemów bezpieczeństwa może hipotetycznie doprowadzić do awarii.
  - Przykłady:
    - EJ Vandellòs, Hiszpania, 1989
    - Awaria chłodzenia w zbiornikach zużytego paliwa w reaktorze nr 4 w czasie awarii elektrowni jądrowej Fukushima I w Ōkuma, w Japonii, po trzęsieniu ziemi u wybrzeży Honsiu, 2011[3]

## Poziom 4
Czyli "Awaria z lokalnymi skutkami".
- Uwolnienie do otoczenia substancji promieniotwórczych, jednak największa dawka, jaką może otrzymać człowiek poza obiektem nie przekracza kilku milisiwertów. Podjęcie środków zaradczych prawdopodobnie nie będzie potrzebne, z wyjątkiem kontroli żywności.
  - Przykłady:
    - Zakłady Przeróbki Paliwa Windscale, Wielka Brytania, 1973
- Awaria powodująca znaczne uszkodzenie obiektu jądrowego i powodująca trudne do naprawienia straty, np. częściowe stopienie rdzenia reaktora lub porównywalne zdarzenia w obiektach niereaktorowych.
  - Przykłady:
    - Elektrownia atomowa Saint Laurent, Francja, 1980
- Napromieniowanie jednej lub kilku osób teoretyczną dawką śmiertelną.
  - Przykłady: Buenos Aires, Argentyna, 1983 [potrzebny przypis]

## Poziom 5
Czyli "Awaria z rozległymi skutkami".
- Uwolnienie do otoczenia substancji promieniotwórczych w ilościach równoważnych skutkom uwolnienia od setek do tysięcy terabekereli jodu-131. Prawdopodobnie będzie konieczne częściowe podjęcie środków zaradczych. Dotychczas dwa wydarzenia:
  - Pożar w Windscale, Wielka Brytania, 1957
  - Skażenie w Goiânii, Brazylia, 1987
- Poważne uszkodzenie obiektu, jak np. stopienie większości rdzenia, poważny pożar w reaktorze, powodujące uwolnienie dużych ilości materiałów radioaktywnych wewnątrz obiektu. Dotychczasowe wydarzenia:
  - Wypadek w elektrowni jądrowej Three Mile Island, USA, 1979

## Poziom 6
Czyli "Poważna awaria"
- Uwolnienie do otoczenia substancji promieniotwórczych w ilościach równoważnych skutkom uwolnienia od tysięcy do dziesiątków tysięcy terabekereli jodu-131. Prawdopodobnie będzie konieczne pełne podjęcie środków zaradczych, przewidzianych w planach postępowania awaryjnego.
  - Przykłady:
    - Katastrofa kysztymska, Zakład Przetwórstwa Paliwa Jądrowego w Kysztymie, ZSRR, 1957.

## Poziom 7
Czyli "Wielka awaria"
- Uwolnienie znacznych ilości substancji promieniotwórczych, w ilościach równoważnych skutkom uwolnienia ponad dziesiątków tysięcy terabekereli jodu-131. Konieczne ewakuacje terenów skażonych i podjęcia działań odkażających, możliwe ofiary śmiertelne i długotrwałe skażenie terenu mieszanką krótko- i długożyciowych pierwiastków radioaktywnych. Możliwe, że skażenie przekroczy granice kraju, gdzie znajduje się jego źródło. Występują długotrwałe skutki środowiskowe.

Dotychczas dwa wydarzenia:
- Katastrofa w Czarnobylu, były Związek Socjalistycznych Republik Radzieckich, 1986.
- Łącznie sklasyfikowane awarie reaktorów nr 1, 2 i 3 w trakcie awarii elektrowni jądrowej Fukushima I po trzęsieniu ziemi u wybrzeży Honsiu, Japonia, 2011[3].